# Дорсуон
Дорсуон (Dorso) е когномен на римската фамилия Фабии.
Известни с това име:
- Гай Фабий Дорсуон, по време на нападение на Рим от галите успява да поднесе жертва в храма на Веста (390 пр.н.е.), баща на Марк Фабий Дорсуон
- Марк Фабий Дорсуон, консул 345 пр.н.е.
- Гай Фабий Дорсон Лицин, консул 273 пр.н.е.